# Eric Von Schmidt
Eric Von Schmidt (* 28. Mai 1931 in Westport, Connecticut; † 2. Februar 2007 in Fairfield, Connecticut) war ein US-amerikanischer Maler, Illustrator sowie Folk- und Bluessänger, Singer-Songwriter des Folk/Blues-Revival der 1960er Jahre, der eine Schlüsselrolle in der Folkszene der US-amerikanischen Ost-Küste und bei den Künstlern um Bob Dylan und Joan Baez einnahm.
Seine Musik lebt über Jahrzehnte hinweg fort durch die Interpretationen von Travis MacRae und des verstorbenen Jeff Buckley. Obwohl er manchmal im Zusammenhang mit dieser Ära nicht ausdrücklich erwähnt wird, da seine damaligen Plattenaufnahmen heutzutage fast alle nicht mehr erhältlich sind, bleibt sein Name innerhalb des „Inner Circle“ der Folkmusik berühmt, ja sogar legendär. Im Jahre 2000 wurde er mit dem ASCAP Foundation Lifetime Achievement Award geehrt; aus diesem Anlass fand eine Feier statt, auf der die Jim Kweskin Jug Band inklusive Fritz Richmond sowie Geoff und Maria Muldaur wieder zusammen auftraten.
Von Schmidt ist unter Nicht-Musikern wohl am bekanntesten wegen seines Songs Baby, Let Me Follow You Down, der Jahre hindurch auch zu Bob Dylans Repertoire gehört hat, und für den Dylans Plattenlabel Columbia Records Von Schmidt als Verfasser listet, obwohl er selbst keine Autorenschaft für sich reklamiert. Darüber hinaus ist Von Schmidt wegen einer großen Anzahl musikalischer Beiträge zu Schallplatten anderer Musiker bekannt. Ihm wird weiterhin – zusammen mit Tom Rush – zugeschrieben, den Song Wasn’t That A Mighty Storm (über den Hurrikan von 1900, der Galveston in Texas zerstörte) wiederbelebt und die meistgespielte Version dieses Songs arrangiert zu haben.
Von Schmidts Werk als Maler und Illustrator umfasst nicht nur etliche Buch-Illustrationen, sondern auch eine Vielzahl von Schallplattencovern für Musikalben, einschließlich solcher für Joan Baez. Er hat – zusammen mit Jim Rooney – das Buch Baby, Let Me Follow You Down geschrieben und mindestens einen Kurzfilm gedreht. Nicht mehr als Musiker aktiv, malte Eric Von Schmidt nach wie vor und hatte kurz vor seinem Tod ein episches Mauerbild der Schlacht von The Alamo fertiggestellt.
Eric Von Schmidts Vater war Harold Von Schmidt, ein ehemaliger Illustrator der Saturday Evening Post, der vor allem wegen seiner „Wild-West“- und Landschaftsmalerei bekannt geworden ist.
Eric Von Schmidt lebte und arbeitete zuletzt in Westport, Connecticut, wo er sich von einer Kehlkopfkrebs-Operation erholte. Im Sommer 2006 erlitt er zudem einen Schlaganfall, am 2. Februar 2007 starb er in einer Rehabilitationsklinik in Fairfield, Connecticut.